# 江語晨
江語晨（Jessie Chiang，1987年4月29日—），是一名臺灣女性模特兒及歌手，畢業於華岡藝校，最早以接拍廣告為主。於周杰倫的《最長的電影》音樂影片中出演女主角，後來在《不能說的·秘密》中演唱插曲《晴天娃娃》。於2008年11月14日發行首張個人專輯《我的主题曲》。

## 音樂專輯

### 專輯
- 《我的主题曲》(發行日期： 2008年11月14日)

- 《戀習》(發行日期： 2010年9月10日)

### 音樂錄影帶
- 最长的电影 （周杰倫）
- 蘇麗珍（方大同）
- 同一個遺憾（紀佳松）
- 比翼雙飛（許志安）

### 搭配電視電玩廣告歌曲
- 最後一頁（民視、八大綜合台韓劇《個人取向》片尾曲）
- 最後一頁〔華視、中天娛樂台《熊貓人》片尾曲）
- 最後一頁〔《勝女的代價》插曲）

## 戲劇
| 年份   | 劇名           | 飾演角色     |
| 2010年 | 熊貓人         | 江小語       |
| 2011年 | 拜金女王       | 路伊嫻       |
| 2013年 | 勝女的時代     | 方亦萱       |
| 2015年 | 轉身說愛你     | 貝貝         |
| 2016年 | 小别离         | 周佳成(客串) |
| 2016年 | 每个人都有秘密 | 易小眠       |
| 2017年 | 天使的幸福     | 許依芸       |
| 2018年 | 抓緊時間愛     | 萬惠         |

## 電影
| 年份   | 片名       | 飾演角色           | 導演   |
| 2014年 | 0.5的愛情  | 海歸女孩- 葉婷     | 邢瀟   |
| 2015年 | 第三種愛情 | 千金大小姐- 江心遙 | 李宰漢 |

## 獎項紀錄
| 年份   | 獎項                                                        | 電影          | 結果 |
| ------ | ----------------------------------------------------------- | ------------- | ---- |
| 2014年 | 第17屆《上海國際電影節電影頻道傳媒大獎》 「最佳新人女演員」 | 《0.5的愛情》 | 提名 |